# Грязовецкий уезд
Гря́зовецкий уе́зд — административно-территориальная единица — уезд в Вологодском наместничестве, а затем и в Вологодской губернии. Центр — город Грязовец.

## История
Уезд образован в 1780 году в Вологодском наместничестве из бывших Комельской и Водожской третей старого Вологодского уезда. Водожская треть находилась в Грязовецком уезде лишь временно (не менее чем до 1825 г.). С 1796 года в Вологодской губернии. По постановлению ВЦИК от 7 августа 1924 г. Грязовецкий уезд присоединён к Вологодскому.

## География

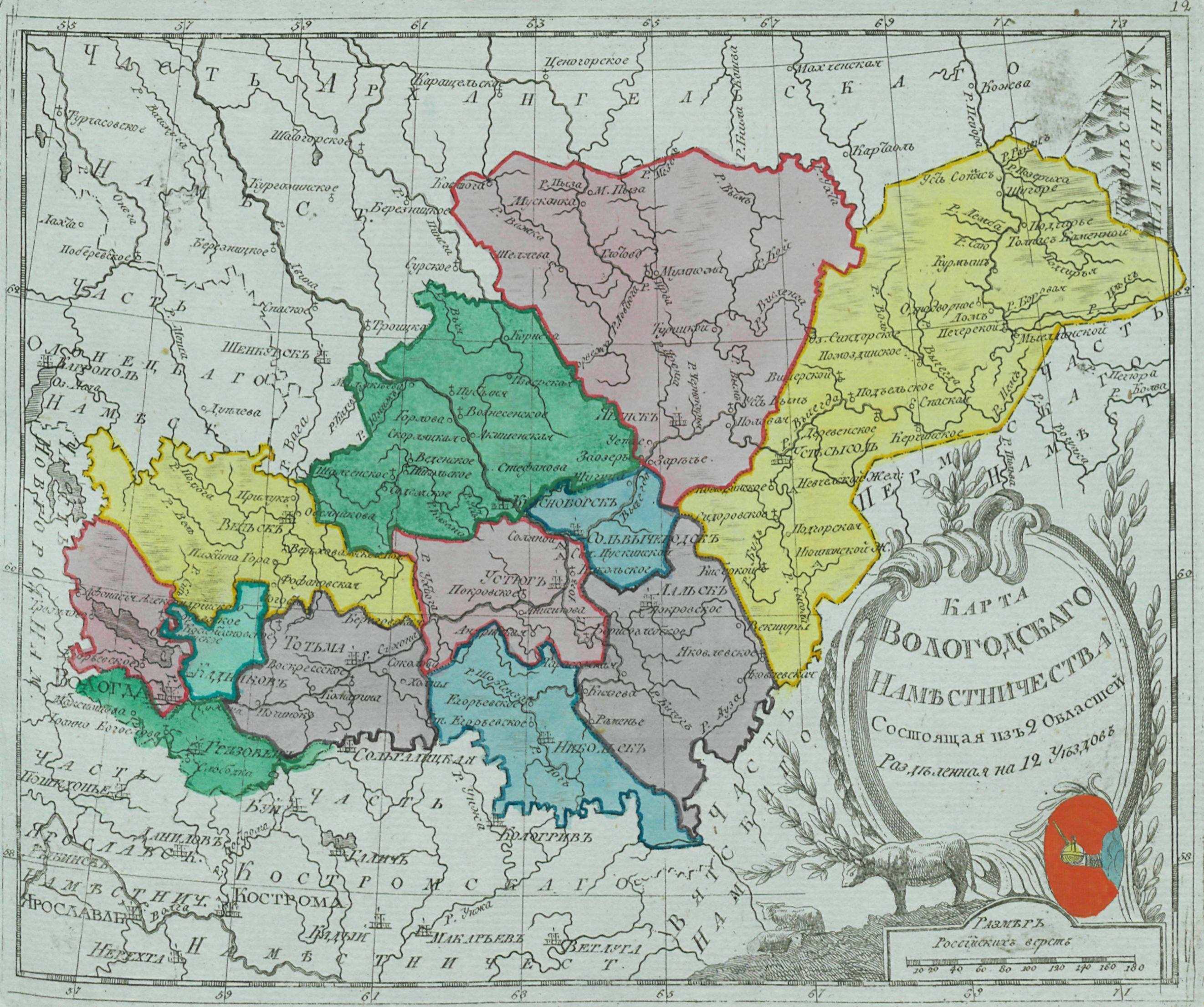
Грязовецкий уезд до уменьшения его площади в пользу Вологодского уезда отмечен зелёным цветом в левом нижнем углу, 1792 год

Был расположен в юго-западной части Вологодской губернии; площадь — 6901,1 кв. вёрст (в 1893 г., без Водожской трети). Общий характер поверхности довольно ровный; лёгкая холмистость мало заметна ввиду очень пологих склонов; самая возвышенная часть уезда — юго-восточная.
Главная река уезда, Сухона, была границей с Кадниковским уездом; приток её, р. Лежа, протекает вдоль всего уезда на протяжении почти ста вёрст; по ней в то время был сплав леса.

## Демография
Жителей в уезде в 1885 г. (уже без Водожской трети) было: мужчин — 46 186, женщин — 49 443, итого 95 629 (без города); на 1 кв. в. — 14, 2 чел. В уезде один город — Грязовец и 1117 других населенных мест.
Из общего количества земли в уезде — 603 324 дес. — в 1881 г. пашни было 72887 дес. (14,5 %), под лесами — 239310 дес. (47,5 %), лугов, выгонов и остальной удобной земли — 160310 дес. (31,9 %), неудобной — 30817 дес. (6,1 %). Из них крестьянам принадлежало: пахотной земли — 61248 дес., под огородами — 5260 дес., лугов — 69282 дес., выгонов и пастбищ — 49515 дес., лесов — 57315 дес., а всего удобной земли — 242620 дес., неудобной — 6754 дес. Владельческой земли было: пахотной — 11598 дес., огородов — 1481 дес., лугов — 16986 дес., выгонов и пастбищ — 17479 дес., лесов — 62806 дес., а всего удобной — 110350 дес., неудобной — 9988 дес. Остальная земля принадлежали казне. Наибольшее количество посевов приходилось на рожь (около 42 %), затем на овёс (около 34 %) и лён (около 7 %); последнего особенно много сеют крестьяне. Остальное количество пашни занято пшеницею, ячменем, горохом и картофелем. В 1890 г. было в уезде 25 сливочно-масляных заводов, на которых переработано 96795 пд. молока и выработано разных сортов сыра 1770 пд., масла — 3288 пд. Промысловая деятельность уезда развита слабо и сосредоточивается на производстве одежды, утвари, орудий, необходимых в крестьянском местном быту (общий заработок — ок. 40000 р.). До 5 тыс. чел. уходят в отхожие промыслы, главным образом в качестве приказчиков и прислуги; наименьший их заработок — около 76000 руб. в год. В 1891 г. в уезде было ещё 3 водочно-винокур. зав. с 42 рабочими и производством на 57422 руб. Сумма земских расходов в 1883 г. составляла 47 508 руб., в том числе на земское управление — 6425 руб., на врачебную часть — 12771 руб., на народное образование — 6099 руб.

## Административное деление
Волости и волостные центры на 1893 год:
I стан
- Гаврильцевская волость[вд] — Никольско-Кузнецовское (Никольское)
- Огарковская волость[вд] — Подсосенье
- Панфиловская волость[вд] — Панфилово
- Ростиловская волость[вд] — Ростилово
- Семенцевская волость[вд] — Семенцево
- Степуринская волость[вд] — Чернецкое

II стан
- Авнегская волость[вд] — Святогорье
- Ведерковская волость[вд] — Ведерково
- Жерноковская волость[вд] — Жерноково
- Ново-Никольская волость[вд] — Старое
- Раменская волость[вд] — Бакшино

## Люди, связанные с уездом
Грязовецкий уезд — родина святителя Игнатия Брянчанинова, родившегося в 1807 году в селе Покровском. В 1988 году на Поместном соборе Русской Православной Церкви, посвященном 1000-летию крещения Руси, он был причислен к лику святых.
Деревня Крюково — родина М. А. Самарина, Героя Советского Союза.
Также, здесь проживали Л. П. Сухаревская, народная артистка РСФСР, и А. Ф. Можайский, контр-адмирал, пионер авиации.
Преподобные Авраамий и Коприй Печенгские